# Sátoraljaújhely
Sátoraljaújhely is een plaats (város) en gemeente in het Hongaarse comitaat Borsod-Abaúj-Zemplén. Sátoraljaújhely telt 16 882 inwoners (2007).
Bijzonder is dat de stad sinds het verdrag van Trianon is gelegen aan de Slowaakse grens. In 1920 werd het station van Sátoraljaújhely en de naastgelegen straten afgescheiden van Hongarije en kwam er een nieuw dorp op de kaart: Slovenské Nové Mesto (Slowaakse Nieuwe Stad). Dit werd gedaan om de strategisch gelegen spoorlijn in handen te brengen van het toenmalige Tsjecho-Slowakije.
Ten noorden van de stad ligt het dorpje Széphalom waar het Museum van de Hongaarse Taal is gevestigd. Hier woonde de grote Hongaarse taalvernieuwer Ferenc Kazinczy. Aan hem is ook een tentoonstelling gewijd in het museum. 

## Stedenbanden
- Lohja, Finland (sinds 1990)
- Franeker, Nederland (sinds 1991)
- Sindos, Griekenland (sinds 2000)
- Krosno, Polen (sinds 2006)
- Michalovce, Slowakije